# Huśtawki
Huśtawki – trzeci album studyjny Elektrycznych Gitar, wydany w 1995 roku. Płyta została nagrana po zmianie na stanowisku perkusisty. Roberta Wronę, który odszedł z zespołu z powodów osobistych, zastąpił Jarosław Kopeć z Warszawskiej Opery Kameralnej. Po części jest to dla zespołu album eksperymentalny, jednocześnie uznawany przez nich za bardzo udany. Pierwszy raz pojawiły się kompozycje instrumentalne, choć nie zabrakło utworów typowych dla wcześniejszej twórczości zespołu. Zespół był bardzo zadowolony z brzmienia albumu – plastycznego, ciepłego, nieco akustycznego. Realizatorem dźwięku został Wojciech Przybylski, którego Piotrkowi Łojkowi polecił Kazik Staszewski. Autorami tekstów i muzyki byli głównie Kuba Sienkiewicz i Piotr Łojek; ponadto zespół zaaranżował na nowo pieśń Jacka Kleyffa – Huśtawki. Z kolei piosenką promującą był utwór Serce jak pies (cover Let Me Roll It z albumu Band on the Run eks-Beatlesa, Paula McCartneya), wydany na singlu wraz z Marymonckim Dżonem.
Album osiągnął status złotej płyty.

## Lista utworów
1. „Cud” (J. Sienkiewicz)
2. „Marymoncki Dżon” (K. Bień / J. Sienkiewicz)
3. „Interes” (J. Sienkiewicz)
4. „Ruszamy” (J. Sienkiewicz)
5. „Bij, zabij” (instr.) (J. Sienkiewicz, P. Łojek)
6. „Mijamy się” (J. Sienkiewicz)
7. „Trzecia macocha” (J. Sienkiewicz)
8. „Kinga" (J. Sienkiewicz)
9. „Serce jak pies” (P. McCartney / sł. pol. J. Sienkiewicz)
10. „Ryba piła” (J. Sienkiewicz)
11. „Huśtawka” (J. Kleyff)
12. „Dlaczego” (J. Sienkiewicz)
13. „Alleluja” (instr.) (J. Sienkiewicz, P. Łojek)

## Wykonawcy
- Kuba Sienkiewicz – gitara elektryczna, śpiew
- Piotr Łojek – instrumenty klawiszowe, gitara elektryczna
- Tomasz Grochowalski – gitara basowa, instrumenty perkusyjne
- Jarosław Kopeć – perkusja